# PubMed Central
PubMed Central – darmowa cyfrowa baza danych, zawierająca pełne teksty artykułów z literatury naukowej w dziedzinie badań biomedycznych i nauk przyrodniczych. Powstała ona na silniku Entrez, używanym m.in. przez PubMed. PubMed Central został opracowany przez US National Library of Medicine (NLM) jako internetowe archiwum artykułów z czasopism biomedycznych.
Pełne teksty wszystkich artykułów PubMed Central są dostępne za darmo. Jednak niektórzy wydawcy uczestniczący w projekcie opóźniają wydanie ich artykułów o określony czas po publikacji papierowej (często o sześć miesięcy).
W marcu 2013 archiwum zawierało około 2,6 mln artykułów. We wrześniu 2004 r. PubMed Central, PubMed oraz usługi związane z NLM obsługiwały około 1300 odsłon na sekundę i dostarczały 1,3 TB danych na dzień.

## Wdrożenie
Repozytorium gwałtownie rosło, od kiedy polityka amerykańskiego National Institutes of Health (NIH) – w sprawie poprawy publicznego dostępu do zarchiwizowanych publikacji badań finansowanych ze środków NIH – ma na celu umożliwienie każdemu swobodnego dostępu do wszystkich badań finansowanych przez NIH, a dodatkowo wielu wydawców pracuje wspólnie z NIH, aby zapewnić swobodny dostęp do ich materiałów. Pod koniec 2007 r. został podpisany Consolidated Appropriations Act of 2008 (H.R. 2764) i zawierał przepis zobowiązujący NIH do zmiany swojej polityki, wymagając opublikowania w PubMed Central pełnych kopii elektronicznych ich zrecenzowanych badań i wniosków z badań finansowanych przez NIH. Artykuły te muszą być udostępnione w ciągu 12 miesięcy od dnia publikacji. Był to pierwszy raz, kiedy rząd USA wymógł na agencji, aby zapewniła swobodny dostęp do badań i był ewolucją polityki z 2005 r., w której NIH prosił naukowców o dobrowolne dodawanie swoich badań do PubMed Central.
Brytyjska wersja systemu PubMed Central, UK PubMed Central (UKPMC), została opracowana przez Wellcome Trust i Bibliotekę Brytyjską w ramach grupy dziewięciu brytyjskich podmiotów finansujących badania. System uruchomiono w styczniu 2007 roku. Kanadyjski członek sieci PubMed Central International, PubMed Central Canada, został uruchomiony w październiku 2009 roku.
Język znaczników artykułów w czasopismach opracowany przez NLM, „NLM Journal Publishing Tag Set”, jest dostępny za darmo. Association of Learned and Professional Society Publishers wypowiedziało się, że „ma on szansę stać się standardem w przygotowaniu akademickim dla książek i czasopism”. Podobne definicje typu dokumentu (DTD) są dostępne dla książek. Biblioteka Kongresu Stanów Zjednoczonych oraz Biblioteka Brytyjska zapowiedziały wsparcie dla NLM DTD. Język ten jest również popularny wśród wydawców czasopism.

## Technologia
Artykuły są wysyłane do PubMed Central przez wydawców w formacie XML lub SGML, przy użyciu różnych DTD. Starsi i więksi wydawcy mogą mieć swoje własne, wewnętrznie ustalone DTD, ale wielu wydawców wykorzystuje NLM Publishing DTD.
Otrzymane artykuły są konwertowane przez XSLT do bardzo podobnego NLM Archiving and Interchange DTD. Proces ten może ujawnić błędy, które są zgłaszane do wydawcy do korekty. Grafika jest również konwertowana do standardowych formatów i rozmiarów. Oryginalne i przekonwertowane wersje są archiwizowane. Konwertowane są przenoszone do relacyjnej bazy danych wraz z towarzyszącymi plikami graficznymi, multimedialnymi lub innymi danych powiązanymi. Wielu wydawców dostarcza również wersje PDF swoich artykułów, które są udostępniane bez zmian. Zdeponowane artykuły otrzymują swój unikalny identyfikator PMCID.
Przypisy i bibliografie są przetwarzane i automatycznie łączone z odpowiadającymi im streszczeniami w PubMed, artykułami w PubMed Central i zasobami na stronach internetowych wydawców. Linki z PubMed również prowadzą do PubMed Central. Odniesienia do czasopism lub do poszczególnych artykułów, które nie są jeszcze dostępne w żadnym z tych źródeł, są śledzone w bazie danych i automatycznie uaktywniane kiedy tylko staną się dostępne.
Wewnętrzny system indeksowania zapewnia możliwość wyszukiwania i potrafi obsługiwać terminologię biologiczną i medyczną, jak np. nazwy systematyczne i nazwy własne leków oraz alternatywne nazwy dla organizmów, chorób i struktur anatomicznych.
Gdy użytkownik uzyskuje dostęp do czasopisma, automatycznie generowany jest spis treści, pobierając wszystkie artykuły, listy itp. dla tego wydania. Kiedy jakaś zawartość zostaje wybrana (np. artykuł), to PubMed Central konwertuje znaczniki NLM do HTML i dostarcza linki do powiązanych danych. Jest to możliwe, ponieważ każde nowe dane są zawsze uprzednio konwertowane do standardowych DTD i formatów graficznych.
Z innej drogi publikacji w PubMed Central mogą skorzystać autorzy badań finansowanych przez NIH, posługując się tzw. NIH Manuscript Submission (NIHMS). Tak przedłożone artykuły zazwyczaj przechodzą przez etap znaczników XML w celu konwersji do NLM DTD.

## Odbiór w społeczeństwie
Badania Antelmana nt. publikacji z otwartym dostępem wykazały, że w filozofii, naukach politycznych, elektryce, elektronice i matematyce dokumenty ze swobodnym dostępem mają większy wpływ badawczy. W randomizowanym badaniu stwierdzono, że artykuły z otwartych repozytoriów już pół roku od daty publikacji pobierane są prawie dwukrotnie częściej, niż artykuły dostępne odpłatnie (przy praktycznym braku różnicy liczby cytowań).
Zmiana procedur spotkała się również z krytyką. Amerykańskie Towarzystwo Fizjologiczne wyraziło swoje zastrzeżenia co do realizacji tej polityki.